# Olaf Gulbransson
Olaf Gulbransson född 26 maj 1873 i Kristiania (nuvarande Oslo), död 18 september 1958 i Tegernsee i Tyskland, satirtecknare och illustratör. Gulbransson gjorde sig mest berömd som karikatyrtecknare för tidskriften Simplicissimus.
Gulbransson var andra barnet i en skara på fyra, son till fadern Edvard Gulbrandsson som var boktryckare och sin mor Olava, född Caspersen, vars farföräldrar emigrerat från Sverige. Olaf Gulbransson studerade vid Den kongelige kunst- och tegneskole i Kristiania. Från 1890 publicerades hans karikatyrer och serieteckningar i norska satiriska tidskrifter som Pluk, Tyrihans, Trangviksposten, Paletten and Fluesoppen
Den 27 juli 1897 gifte han sig med Inge Ligger från Liggeren vid Øyungen och de fick de två döttrarna Liv (1898) och Inga Lisa (1901). Vid sekelskiftet reste han till Paris och för att studera vid Académie Colarossi. Han deltog på utställningar och 1902 fick han anställning av Albert Langen att arbeta för den tyska satirtidskriften Simplicissimus som vid den tiden funnits i cirka sex år. 1906 flyttade han till München där han träffade Grete Jehly som var dotter till målaren Jakob Jehly. Han skilde sig från sin fru och gifte om sig med Grete och tillsammans fick de en son. Samma år ändrades ägandeformen av Simplicissimus och Gulbrandsson tillsammans med flera av de andra medarbetarna på tidningen fick delat ägandeskap av tidningen.
1916 blev han inkallad till armén men han hamnade snart på propagandaministeriet i Berlin. 1922 skilde han sig igen och flyttade tillbaka till Norge där han ett år senare åter gifte sig, denna gång med Dagny Bjørnson, brorsdotter till den norske poeten Bjørnstjerne Bjørnson. 
1927 kom han tillbaka i München där han blev professor vid den statliga konsthögskolan. Han hade ett flertal utställningar och 1933 öppnades en utställning på konstakademin i Berlin för att hedra hans 65-årsdag. Dock stängdes utställningen efter bara två dagar på order av Nationalsocialistiska tyska arbetarepartiet (NSDAP). Gulbrandsson hade tidigt gjort sig känd med sin karikatyrer och satiriska teckningar av Hitler. 
Han fortsatte att vara en firad konstnär och han arbetade i München fram till sin död vid 86 års ålder 1958.
Idag finns det ett museum i Tegernsee i München uppkallat efter Olaf Gulbrandsson, nämligen Olaf-Gulbransson-Museum für Graphik & Karikatur.